# Евангулов, Георгий Сергеевич
Гео́ргий Серге́евич Евангу́лов (также: Георгий (Георги) Саркисович Евангулов;  1894 год, Грузия — 31 июля 1967 года, Гамбург, Германия) — поэт русской эмиграции.

## Биография
Георгий Сергеевич Евангулов родился в Грузии; издавался в Тифлисе и Владикавказе: «Закавказская речь» (1911. № 79, 86), «Кавказский край» (Пятигорск, 1916. № 147, 148, 183, 199, 213), «Творчество» (Владикавказ, 1920. № 1); с 1921 жил в эмиграции; проживал в Париже, Ницце и Гамбурге.
- Работал инженером на заводе «Shell».
- Участвовал в работе кружка «Гатарапак» (1921), объединений «Палата поэтов» (1921), «Через» (1924), «Кочевье» (с 1928).
- С 1922 регулярно проводил в Париже свои творческие вечера.
  - В 1929 устроил костюмированный бал-маскарад по произведениям русских писателей.
- В 1930–1934 годах жил в Ницце.
  - Участвовал в 1930 в образовании Ниццкого литературного кружка «Четверг», был его секретарём, выступал на его собраниях.
  - Провёл два своих вечера (1930, 1934).
  - Выступал с литературными докладами, в том числе о И.А. Бунине (1933),
  - участвовал в Дне русской культуры (1934).

Георгий Сергеевич был членом Объединения писателей и поэтов, участвовал в его вечерах и собраниях. Печатался в «Иллюстрированной России», «Современных записках».
- В 1942 выступил на вечере газеты «Парижский вестник»,
- в 1947 сделал доклад о советской литературе на вечере Союза советских патриотов (ССП).

Сотрудничал в «Новом журнале», «Русских новостях», «Новом русском слове», «Русской мысли».
Георгий Сергеевич Евангулов cкончался 31 июля 1967 года в Гамбурге, Германия.

## Сочинения
Книги стихов:
- 1921 — «Белый духан» (Париж),
- 1925 — «Золотой пепел» (Париж).
- 1946 — «Необыкновенные приключения Павла Павловича Пупкова в СССР и в эмиграции» (Париж), роман в стихах[1].
- Белый духан; Золотой пепел // Литературный авангард русского Парижа, 1920—1926: история, хроника, антология, документы / Сост. Л. Ливак, А. Устинов. — Москва: ОГИ, 2014. — С. 474-497, 498-512. ISBN 978-5-94282-695-6

Публикации в периодике:
- Любовь к городам: Гамбург // Новое русское слово. — Нью-Йорк, 1959. — 4 января (№ 16726). — С. 2.
- Любовь к городам: Старый Тифлис // Новое русское слово. — Нью-Йорк, 1959. — 15 марта (№ 16796). — С. 2, 3.
- Любовь к городам: Город каждого // Новое русское слово. — Нью-Йорк, 1959. — 17 мая (№ 16859). — С. 2.
- Любовь к городам: Венеция // Новое русское слово. — Нью-Йорк, 1959. — 7 июня (№ 16880). — С. 2; 21 июня (№ 16894). — С. 3.
- Триумф русской музыки и балета: «Евгений Онегин» в постановке Баланчина на сцене Гамбургской государственной оперы // Новое русское слово. — Нью-Йорк, 1962. — 31 марта (№ 17918). — С. 3.
- Памяти Гр. Робакидзе // Новое русское слово. — Нью-Йорк, 1963. — 3 января (№ 18196). — С. 3. — Подпись: Г. Е.
- Евтушенко в Гамбурге // Новое русское слово. — Нью-Йорк, 1963. — 3 февраля (№ 18227). — С. 8.